# Canadisk gyldenris
Canadisk gyldenris (Solidago canadensis) er en op til 150 centimeter høj urt, der vokser på affaldspladser og jernbaneskråninger. Den ligner sildig gyldenris, men stænglen har korte hår og blomsterkurvene er kun 3 millimeter i diameter. Navnet skrives også kanadisk gyldenris.

## Beskrivelse
Canadisk gyldenris er en flerårig, urteagtig plante med en opret og tæppedannende vækst. Stænglerne er oprette, fint hårede, marvfyldte og cirkelrunde i tværsnit. Bladene sidder spredt op langs skuddet, sådan at de største sidder længst nede. De er lancetformede og savtakkede i den yderste ende. Oversiden er lysegrøn, mens undersiden er lidt mere grålig på grund af et fint hårlag.
Blomstringen sker i juli-oktober, hvor man finder blomsterne samlet i bittesmå kurve (3 millimeter i diameter), der sidder samlet i en forgrenet, endestillet stand med overhængende sidegrene. De enkelte kurve består af rørformede skivekroner og randkroner med en tungeformet, sammenvokset krone af gule kronblade. Frugterne er nødder med en lille fnok. Blomsterne er insektbestøvede og frøene spredes med vinden. Frøene modnes hen på efteråret og frigøres i løbet af den følgende vinter. De falder for det meste inden for en radius af to meter fra moderplanten.
Rodnettet består af krybende jordstængler og trævlerødder. Planten kan således også formere sig ved den krybende jordstængel, idet planten efter det første års vækst danner en 5-12 centimeter lang jordstængel, og fra dens spids skyder der en ekstra stængel til vejrs. Dette gentages hvert år.
Højde x bredde og årlig tilvækst: 2 x 0,5 m (200 x 20 cm/år), heri ikke medregnet skud fra jordstænglerne.

## Voksested
Arten har sin naturlige udbredelse i det sydlige Canada og det østlige, centrale og sydøstlige USA. Der er den knyttet til den frodige del af prærierne (”tallgrass prairie”) og lysåbne skove eller fugtige enge, hvor der er fugtig og forholdsvis næringsrig bund. Arten optræder desuden gerne som pionerplante på ruderater, langs vejkanter og på opgivne eller braklagte marker. Det er f.eks. tilfældet i Danmark, hvor den er temmelig almindelig i hele landet.
På venstre bred af Illinois-floden afbrændte man for første gang i 30 år en af de sidste rester af oprindelig prærie. Bagefter skød canadisk gyldenris frem sammen med bl.a. disse arter: alleghenybærmispel, amerikansk ceanothus, amerikansk hassel, Amorpha canescens (en art af særkrone), bleg purpursolhat, Helianthus occidentalis (en art af solsikke), hvideg, kalkunfod (en græsart), kompasplante, Liatris áspera (en art af pragtskær), liden præriegræs, lodden hickory, lyngasters, Phlox pilosa (en art af floks), præriehirse, rødeg, sommerens farvel (en astersart), sort valnød, sukkerløn og yuccabladet mandstro

## Invasiv art
Canadisk gyldenris (og den nærtstående sildig gyldenris) er under spontan spredning i Danmark. Arten regnes for at være invasiv og bør derfor ikke dyrkes i haven. I stedet bør den bekæmpes, og det sker mest effektivt ved at slå den omkring sankthans. På Naturstyrelsens sortliste vurderes det, at den "kan bekæmpes lokalt til acceptabelt niveau, men ... ikke udryddes nationalt".
| Portal | Portal:Botanik |

## Note
1. ↑  Maury Brucker og Emeiko Yang: Private Prairie and Woodland Restoration: Updating an older Subdivision in Illinois Arkiveret 4. marts 2016 hos  Wayback Machine (engelsk)
2. ↑  Skov- og Naturstyrelsen: canadisk gyldenris og Sildig Gyldenris (Webside ikke længere tilgængelig)
3. ↑  "Naturstyrelsens sortliste". Arkiveret fra originalen 10. januar 2014. Hentet 16. juni 2012.